# 宅部皇子
宅部皇子（やかべのみこ、生年不詳 - 用明天皇2年6月8日（587年7月18日））は、飛鳥時代の皇族。宣化天皇の皇子。皇女に上女王がいる。

## 経歴
用明天皇2年（587年）用明天皇の崩御後、物部守屋が次期天皇として穴穂部皇子を擁立しようと謀る。しかし、策謀が漏れて、炊屋姫（のち推古天皇）を奉じた蘇我馬子の命令を受けた佐伯丹経手（さえき の にふて）・土師磐村（はじ の いわむら）・的真噛（いくは の まくい）により、穴穂部皇子と前後して暗殺された。宅部皇子は穴穂部皇子と親しかったために一緒に討たれたという。
物部氏とも深い関係にあり、妃が物部氏の娘だったとも考えられる。